# Палью (посёлок)
Палью — поселок в Троицко-Печорском районе республики Коми в составе сельского поселения Усть-Илыч.

## География
Находится на левом берегу реки Илыч на расстоянии примерно 40 километров по прямой от поселка Троицко-Печорск на юго-восток.

## Климат
Климат умеренно-континентальный, лето короткое и умеренно-прохладное, зима многоснежная, продолжительная и холодная. Среднегодовая температура −1.2 градусов С, при этом средняя температура января равна −18 градусов С, июля 16 градусов С. Продолжительность отопительного периода равна 254 суткам при среднесуточной температуре −7,40 градусов С. Устойчивый снежный покров образуется в среднем в 26 октября и продолжается до 14 мая. Средняя высота снежного покрова за зиму незащищенных участков — 74 см, максимальная — 116 см, минимальная — 38 см.
Часовой пояс
Поселок Палью находится в часовой зоне МСК (московское время). Смещение применяемого времени относительно UTC составляет +3:00.

## История
В 1957 год началась организация Пальюнского лесопункта. Зарегистрирован как вновь возникший поселок в 1966 году. В 1970 году здесь уже проживало 1077 человек, в 1992 г. — 664 человека.

## Население
| 2010 |
| ---- |
| 190  |

Постоянное население составляло 289 человек в 2002 году (русские 71 %), 190 человек в 2010 году.